# Sulan Jana
Sulan Jana is een bestuurslaag in het regentschap Jambi van de provincie Jambi, Indonesië. Sulan Jana telt 4046 inwoners (volkstelling 2010).